# Władysław Kalinowski

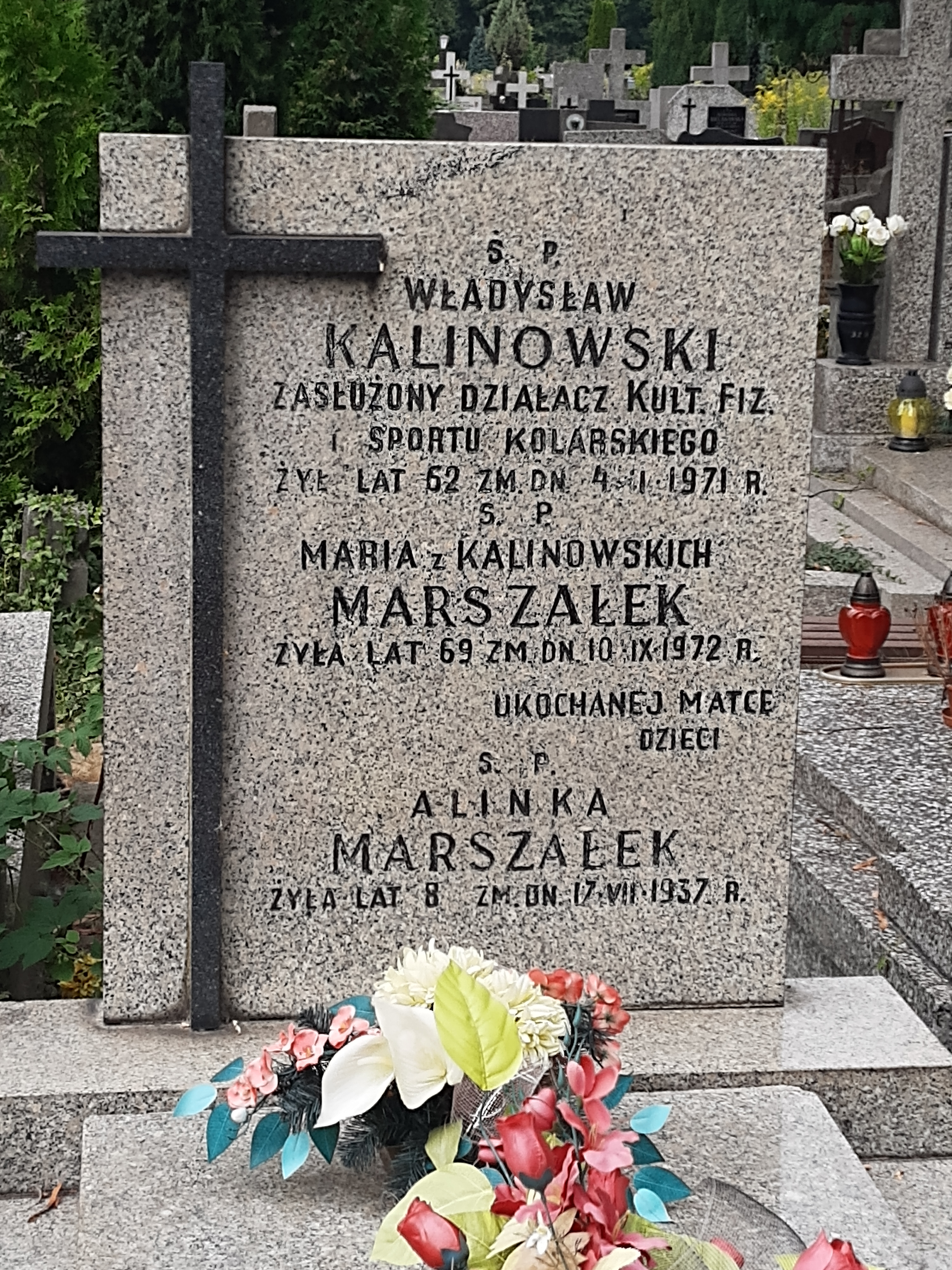
Grób Władysława Kalinowskiego na cmentarzu Bródnowskim w Warszawie

Władysław Kalinowski (ur. 1909, zm. 4 lutego 1971 w Warszawie) – polski kolarz, działacz sportowy związany z kolarstwem.

## Życiorys
Przed II wojną światową był motorniczym, a kolarstwem zajmował się amatorsko.
Po 1945 związał się z zawodowo z klubem Legia, gdzie pełnił funkcję kierownika sekcji kolarskiej. Znany był ze swojej działalności społecznej i zaangażowania w rozwój polskiego kolarstwa. Aktywnie uczestniczył w przygotowaniach polskich ekip do Międzynarodowych Wyścigów Pokoju. W 1955 był konsultantem na planie filmu „Zaczarowany rower”. Zmarł 4 lutego 1971, pochowany na cmentarzu Bródnowskim (kwatera 32H-1-16).